# Coppa Giulio Burci
La Coppa Giulio Burci est une course cycliste italienne disputée dans les environs de Poggio a Caiano, en Toscane. Créée en 1939, elle est organisée par le CFF Seanese.
L'épreuve compte parmi ses lauréats des cyclistes réputés comme Fiorenzo Magni (1940), Franco Bitossi (1960), Michele Bartoli (1991) ou Paolo Bettini (1995 et 1996).

## Palmarès
| Année     | Vainqueur                  | Deuxième           | Troisième             |
| --------- | -------------------------- | ------------------ | --------------------- |
| 1939      | Silvano Tucci              |                    |                       |
| 1940      | Fiorenzo Magni             |                    |                       |
| 1941      | Giulio Bresci              |                    |                       |
| 1942      | Nedo Logli                 |                    |                       |
| 1943      | Nilo Calcinai              |                    |                       |
| 1944-1945 | non disputé                | non disputé        | non disputé           |
| 1946      | Gino Bresci                |                    |                       |
| 1947      | Marino Sacchi              |                    |                       |
| 1948      | Marino Sacchi              |                    |                       |
| 1949      | Livio Isotti               |                    |                       |
| 1950      | Salvatore Parisi           |                    |                       |
| 1951      | Remo Bartalini             |                    |                       |
| 1952      | Franco Bertini             |                    |                       |
| 1953      | Mauro Gianneschi           |                    |                       |
| 1954      | Roberto Falaschi           |                    |                       |
| 1955      | Romano Bani                |                    |                       |
| 1956      | Franco Bertini             |                    |                       |
| 1957      | Mario Innocenti            |                    |                       |
| 1958      | Ezio Pizzoglio             |                    |                       |
| 1959      | Romeo Venturelli           |                    |                       |
| 1960      | Franco Bitossi             |                    |                       |
| 1961      | Graziano Corsini           |                    |                       |
| 1962      | Roberto Nencioli           |                    |                       |
| 1963      | Mariano Tempestini         |                    |                       |
| 1964      | Carlo Storai               |                    |                       |
| 1965      | Battista Monti             |                    |                       |
| 1966      | Mario Mancini              |                    |                       |
| 1967      | Sandro Monducci            | Emilio Bertoloni   |                       |
| 1968      | Marcello Soldi             | Aroldo Spadoni     | Alberto Bitossi       |
| 1969      | Wilmo Francioni            |                    |                       |
| 1970      | Tullio Rossi               |                    |                       |
| 1971      | Walter Riccomi             |                    |                       |
| 1972      | Walter Riccomi             |                    |                       |
| 1973      | Renato Rossetto            |                    |                       |
| 1974      | Sergio Guerrini            |                    |                       |
| 1975      | Cesare Caglio              |                    |                       |
| 1976      | Gianluigi Zuanel           |                    |                       |
| 1977      | Piero Falorni              |                    |                       |
| 1978      | Graziano Maccaferri        |                    |                       |
| 1979      | Giuseppe Petito            |                    |                       |
| 1980      | Paolo Mattei               |                    |                       |
| 1981      | Erminio Olmati             |                    |                       |
| 1982      | Ivo Gobbi                  |                    |                       |
| 1983      | Manrico Ronchiato          | Flavio Chesini     | Maurizio Conti (it)   |
| 1984      | Juri Naldi                 |                    |                       |
| 1985      | Zbigniew Szczepkowski (pl) |                    |                       |
| 1986      | non disputé                | non disputé        | non disputé           |
| 1987      | Andrea De Mitri            |                    |                       |
| 1988      | Riccardo Biagini           |                    |                       |
| 1989      | Simone Tomi                |                    |                       |
| 1990      | Alessandro Mancinelli      |                    |                       |
| 1991      | Michele Bartoli            |                    |                       |
| 1992      | Sergio Previtali           |                    |                       |
| 1993      | Riccardo Biagini           |                    |                       |
| 1994      | Federico Profeti           |                    |                       |
| 1995      | Paolo Bettini              |                    |                       |
| 1996      | Paolo Bettini              |                    | Gabriele Balducci     |
| 1997      | Antonio Salomone           |                    |                       |
| 1998      | Marco Madrucci             | Luca De Angeli     | Fabio Testi           |
| 1999      | Luca De Angeli             | Volodymyr Gustov   | Massimo Sorice        |
| 2000      | Pavel Zerzáň               | Lorenzo Bernucci   | Matteo Gigli          |
| 2001      | Domenico Passuello         | Antonio D'Aniello  | Daniele Bennati       |
| 2002      | Antonio Cossu              |                    |                       |
| 2003      | Daniele Di Nucci           | Antonio Cossu      | Francesco Nadalutti   |
| 2004      | Daniele Di Nucci           | Alessandro Proni   | Juan Pablo Magallanes |
| 2005      | Daniele Di Nucci           | Vasil Kiryienka    | Eros Capecchi         |
| 2006      | Solidan Deda               |                    |                       |
| 2007      | Gianluca Dorio             | Palmerino Angelone | Nunzio Palumbo        |
| 2008      | Cristiano Benenati         | Maksym Averin      | Roberto Cesaro (de)   |
| 2009      | Pierpaolo De Negri         | Giuseppe Pecoraro  | Leonardo Pinizzotto   |
| 2010-2011 | non disputé                | non disputé        | non disputé           |
| 2012      | Francesco Cannavò          | Francesco Mancini  | Niccolò Pacinotti     |
| 2013      | Emanuele Murtas            | Vincenzo Albanese  | Mario Sgrinzato       |
| 2014      | Tommaso Fiaschi            | Yuri Colonna       | Francesco Salamone    |
| 2015      | Stefano Verona             | Enrico Salvador    | Andrea Vendrame       |
| 2016      | Niccolò Pacinotti          | Matteo Alban       | Davide Ballerini      |
| 2017      | Nicolae Tanovitchii        | Davide Gabburo     | Ottavio Dotti         |
| 2018      | Giacomo Garavaglia         | Filippo Fiorelli   | Francesco Messieri    |
| 2019      | Tommaso Dati               | Giosuè Crescioli   | Lorenzo Peschi        |
| 2020      | Filippo Tagliani           | Stefano Gandin     | Martin Marcellusi     |
| 2021      | Federico Cozzani           | Matteo Creatini    | Alex Stella           |
| 2022      | Edoardo Burani             | Edoardo Bartalesi  | Michael Leonard       |
| 2023      | Giovanni Bartuccio         | Michele Pascarella | Giuseppe Sciarra      |
| 2024      | Leonardo Anichini          | Giacomo Dalla Pria | Daniel Bartolotta     |